# Ayron del Valle
Ayron del Valle Rodríguez (Magangué, 27 gennaio 1989) è un calciatore colombiano, attaccante del La Equidad.

## Carriera
Ha giocato nella massima serie dei campionati colombiano e messicano.
Nel 2016 è stato capocannoniere del campionato colombiano.

## Palmarès

### Club

#### Competizioni nazionali
- Campionato colombiano: 1

Millonarios: 2017-II
- Súper Liga: 1

Millonarios: 2018